# نیروی هوایی سلطنتی استرالیا

نماد نیروی هوایی سلطنتی استرالیا

نیروی هوایی سلطنتی استرالیا (به انگلیسی: Royal Australian Air Force، اختصار:RAAF) نیروی هوایی استرالیا است که از لحاظ قدمت دومین نیروی هوایی جهان به‌شمار می‌رود. این نیرو در مارس ۱۹۲۱ مستقل شد.
نیروی هوایی استرالیا در جنگ‌هایی همچون دو جنگ جهانی، جنگ کره، جنگ ویتنام و جنگ دوم خلیج فارس شرکت داشته است. شعار این نیرو جمله‌ای به زبان لاتین (Per Ardua ad Astra) و به معنی «جنگ در میان ستارگان» است.

## هواگرد ها
ناوگان تهاجمی هواگرد ها 	تعداد	سال
اف۳۵ لایتنینگ ۲	سفارش ۱۰۰ فروند تعدادی تحویل شده	۲۰۱۷
بوئینگ ئی‌ای-۱۸جی گرولر
	۲۴ فروند	۲۰۰۷
اف۱۱۱ آردواک 	احتمالا ۲۴ فروند 	از ۱۹۷۳ تا ۲۰۱۳
هواپیمای گشتی E-7 	تعدادی 	۲۰۱۵
بوئینگ سی۱۷ گلوبمستر 	 ۴ فروند	۲۰۱۱
لاکهید سی۱۳۰ هرکولس 	تعدادی	۱۹۸۰
پی ۳ اوریون 	تعدادی کم	۱۹۸۵
یورو کوپتر تایگر 	تعدادی